# Rudolf Dührkoop
Rudolf Dührkoop (Hamburg, 1 augustus 1848 - aldaar, 3 april 1918) was een Duits portretfotograaf. Ook maakte hij artistieke foto's in de stijl van het picturalisme.

## Leven en werk
Dührkoop werd geboren als zoon van een timmerman en nam in 1870 deel aan de Frans-Duitse Oorlog. In 1872 keerde hij naar huis terug, ging in de handel en huwde Maria Louise Caroline Matzen, met wie hij twee dochters kreeg.
Dührkoop interesseerde zich vanaf de jaren 1870 voor de fotografie en maakte zich de benodigde technieken, met name het collodion-procedé, met beperkte middelen geleidelijk eigen. In 1882 publiceerde hij voor het eerst een foto in Photographisches Wochenblatt, een Berlijns fototijdschrift. In 1883 opende hij een studio in Hamburg en werd feitelijk zonder enige opleiding beroepsfotograaf.
Dührkoop begon zijn professionele carrière met het maken van 'Cartes-de-Visite', een soort visitekaartjes met kleine foto's. Daarnaast maakte hij vooral portretfoto's. Hij kreeg snel succes, werd vaak gevraagd om vooraanstaande Duitse persoonlijkheden te fotograferen en trad in 1886 toe tot de vooraanstaande 'Deutschen Photographen-Verein'. Vanaf die tijd toonde hij ook artistieke aspiraties en in 1898 hield hij zijn eerste expositie, met een reeks picturalistische portretten van zijn dochter Minya. Vanaf die tijd steeg zijn roem over heel Duitsland en later ook internationaal. Hij opende een tweede studio in Berlijn, publiceerde in vooraanstaande fototijdschriften als Die Kunst in der Photographie en schreef ook artikelen over portretfotografie. In 1904 nam hij deel aan de Louisiana Purchase Exposition te Saint Louis, waar hij in contact kwam met bekende picturalistische kunstfotografen als Gertrude Käsebier. In 1905 werd hij als eerste Duitser lid van de prestigieuze Engelse Royal Photographic Society en in 1906 van picturalistische fotografievereniging Linked Ring.
Naast zijn artistieke werk bleef Dührkoop altijd ook actief als portretfotograaf en legde in zijn carrière een grote hoeveelheid bekende Duitse persoonlijkheden vast op de gevoelige plaat. Hij overleed in 1918, 69 jaar oud. Zijn studio werd overgenomen door zijn dochter Minya.

## Portretten

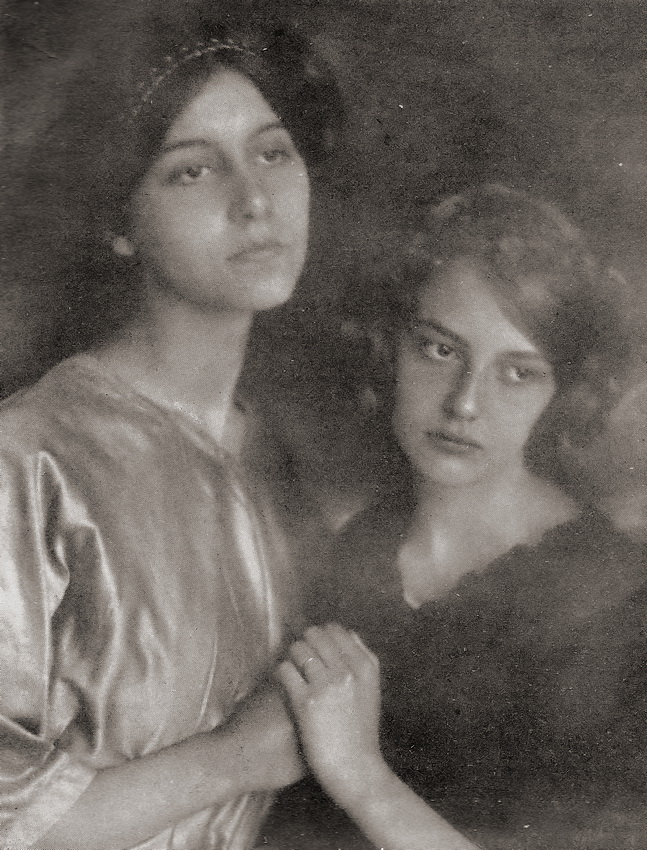
Twee meisjes
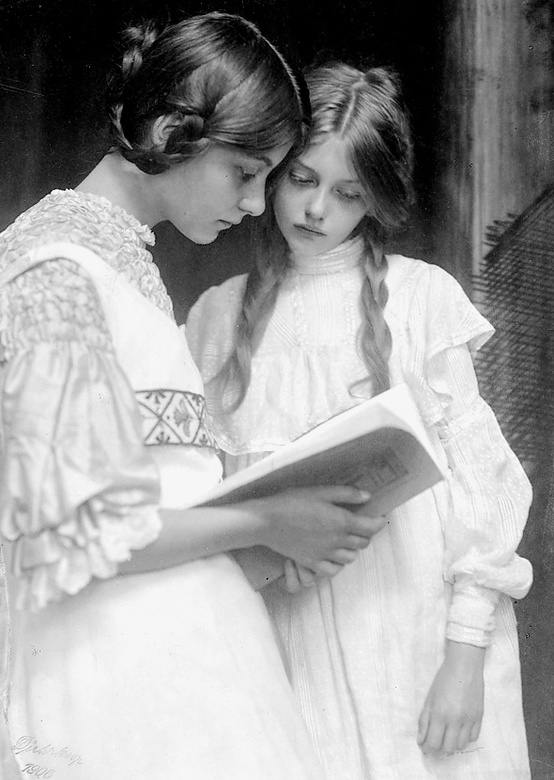
Gertrude en Ursula Falke
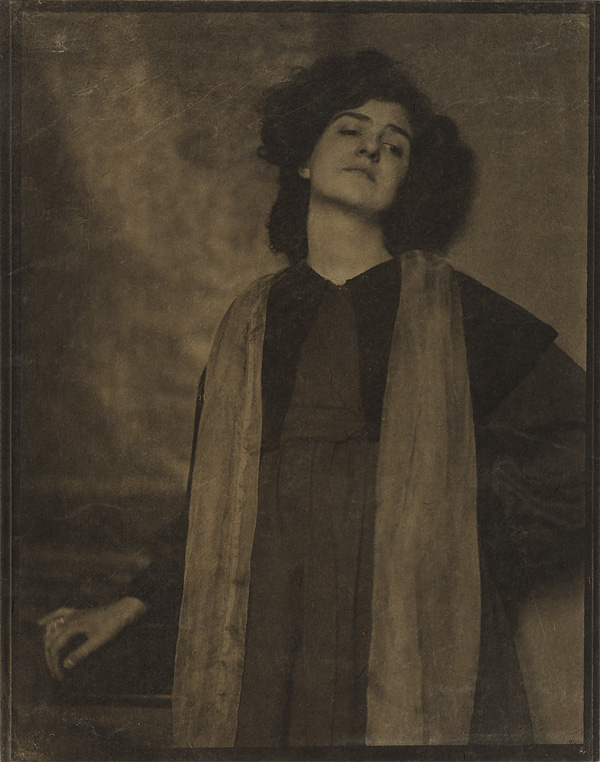
Vrouw met donkere kleren en lichte sjaal
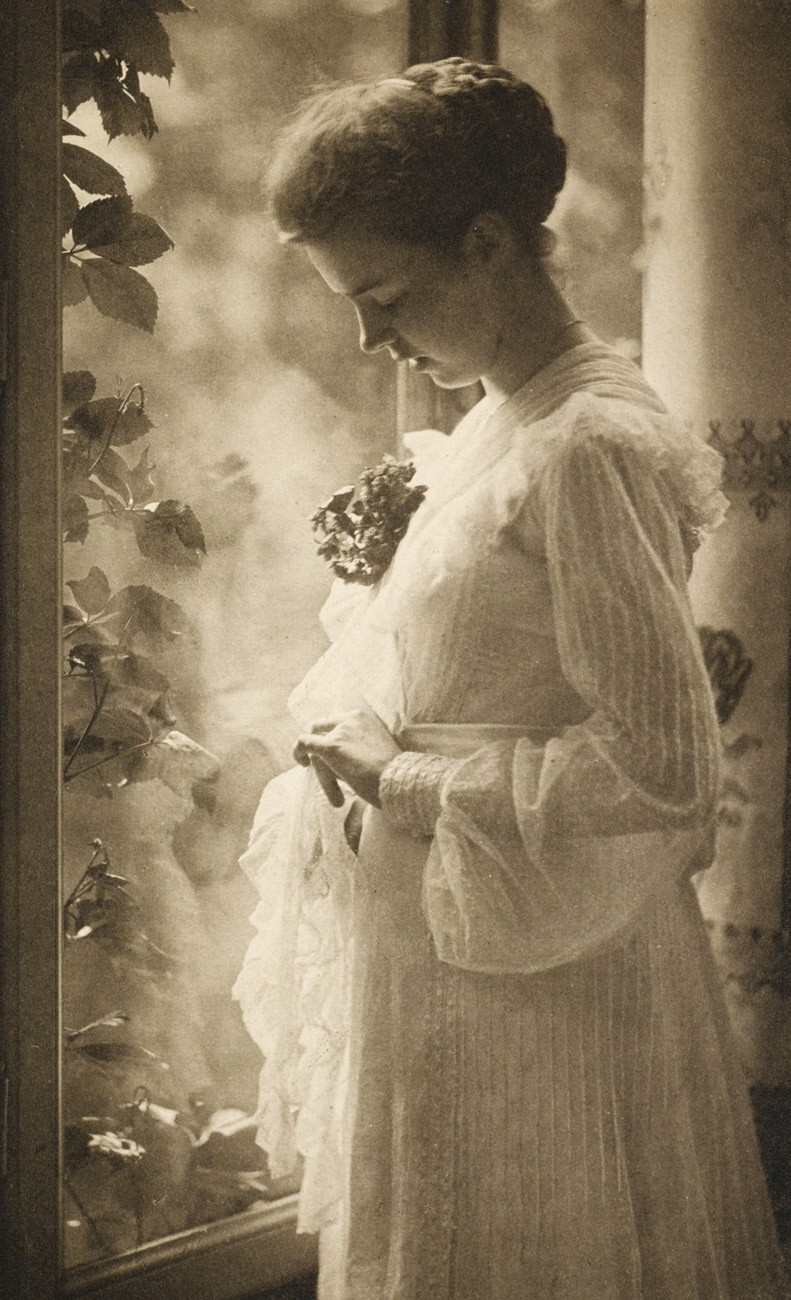
Vrouw bij het raam
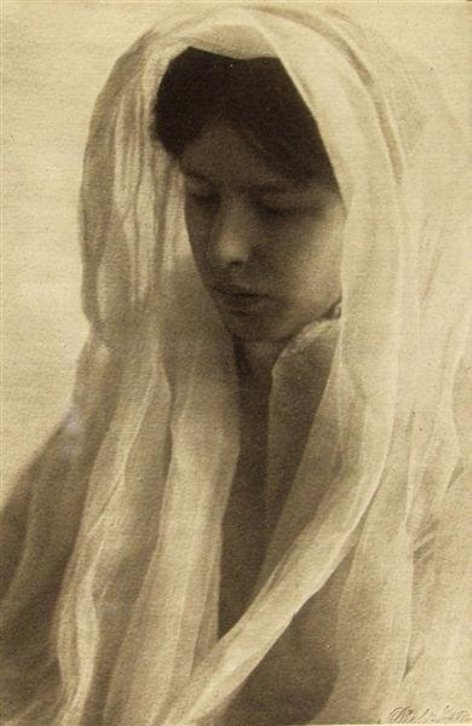
Kopfstudie
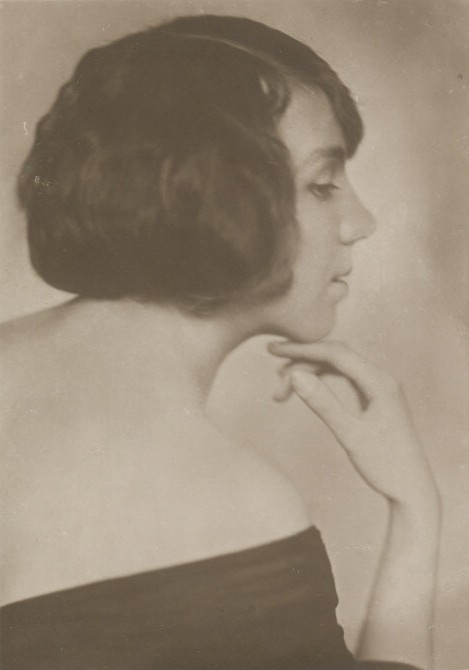
Actrice Lyda Salmonova
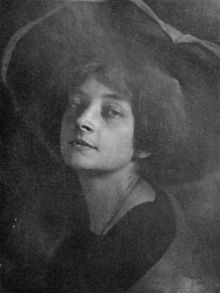
Schrijfster-schilderes Thea Schleusner
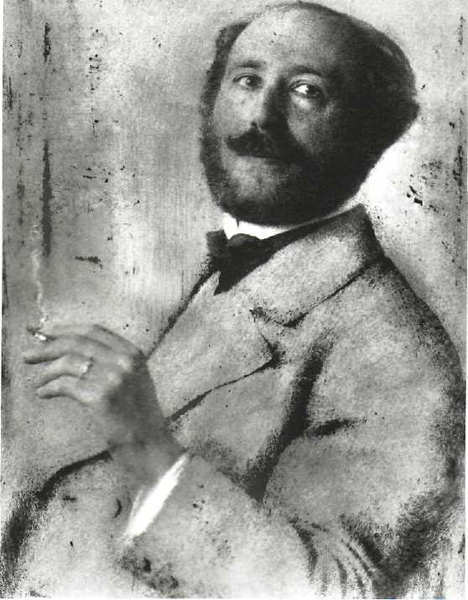
Schrijver Alfred Kerr
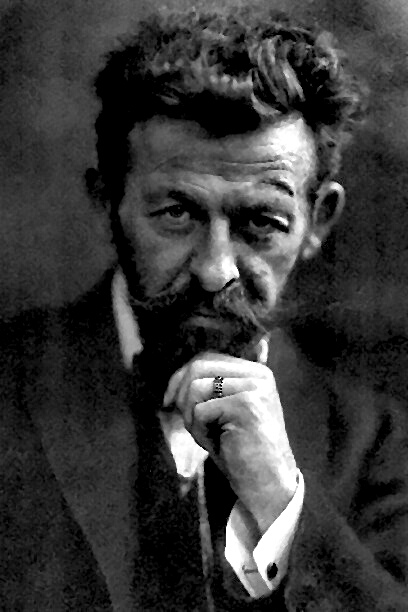
Richard Dehmel
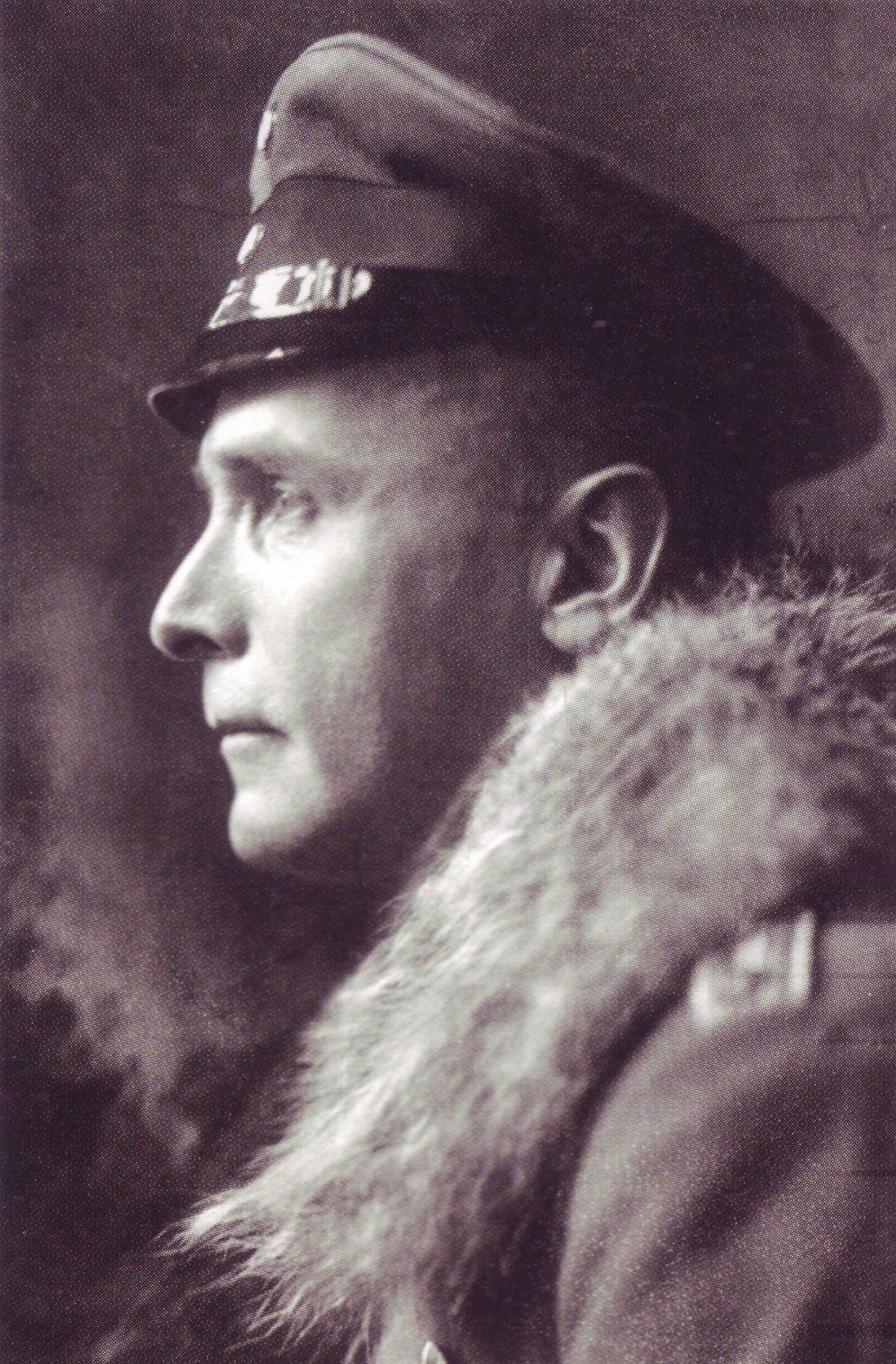
Harry Graf Kessler

## Weblinks
- (de) Bibliografie[dode link]

- Bibliothèque nationale de France: cb15078200s (data)
- Gemeinsame Normdatei: 116235373
- International Standard Name Identifier: 0000 0000 6660 7690
- Library of Congress Control Number: no2014076892
- Nationale Bibliotheek van Letland: 000288908
- Nederlandse Thesaurus van Auteursnamen: 072835532
- PIC: 68090
- RKD-Nederlands Instituut voor Kunstgeschiedenis: 377083
- Union List of Artist Names: 500072014
- Virtual International Authority File: 17513864
- WorldCat: E39PBJdCr7g7HMfrGfb4Yr9hpP